# Caldwell (Texas)
Caldwell é uma cidade localizada no estado norte-americano de Texas, no Condado de Burleson.

## Demografia
Segundo o censo norte-americano de 2000, a sua população era de 3449 habitantes. 
Em 2006, foi estimada uma população de 3790, um aumento de 341 (9.9%).

## Geografia
De acordo com o United States Census Bureau tem uma área de 
8,7 km², dos quais 8,7 km² cobertos por terra e 0,0 km² cobertos por água. Caldwell localiza-se a aproximadamente 117 m acima do nível do mar.

## Localidades na vizinhança
O diagrama seguinte representa as localidades num raio de 36 km ao redor de Caldwell. 